# Vobarilizumab
Il vobarilizumab (ALX0061 secondo la Denominazione Comune Internazionale) è un anticorpo monoclonale umanizzato, a dominio singolo, derivato dal lama e progettato per il trattamento delle reazioni infiammatorie causate dalle patologie autoimmuni.
Il farmaco è stato sviluppato dalla Ablynx, una succursale della casa farmaceutica Sanofi; esso si lega al recettore per l'interleuchina 6, impedendo il legame di questa al recettore e, conseguentemente, il mantenimento e il potenziamento della risposta infiammatoria. La somministrazione del vobarilizumab è stata studiata su individui affetti da artrite reumatoide e da lupus eritematoso sistemico.